# Monte Palatino

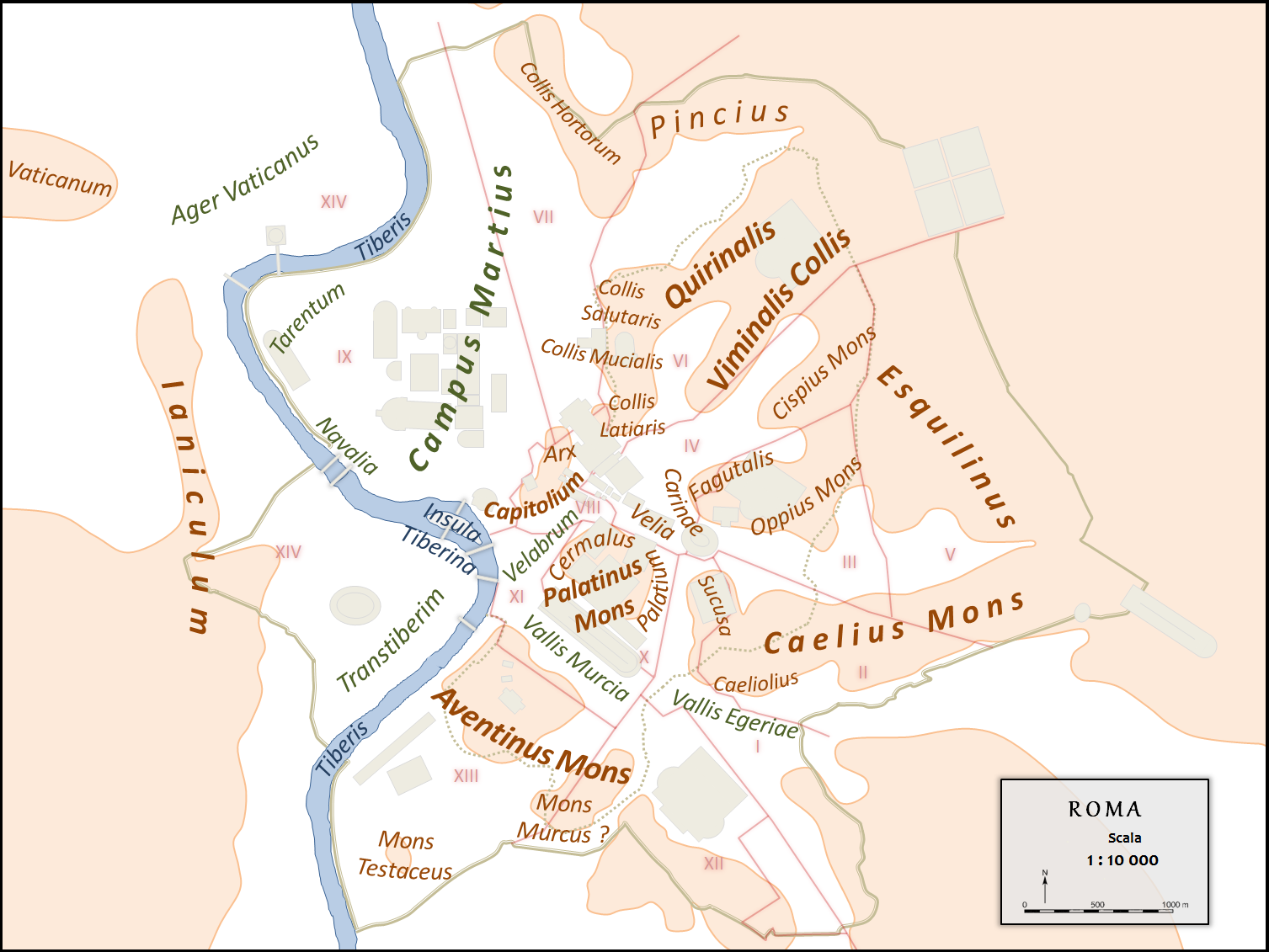
Plano topográfico de Roma, con el Palatino en el centro.

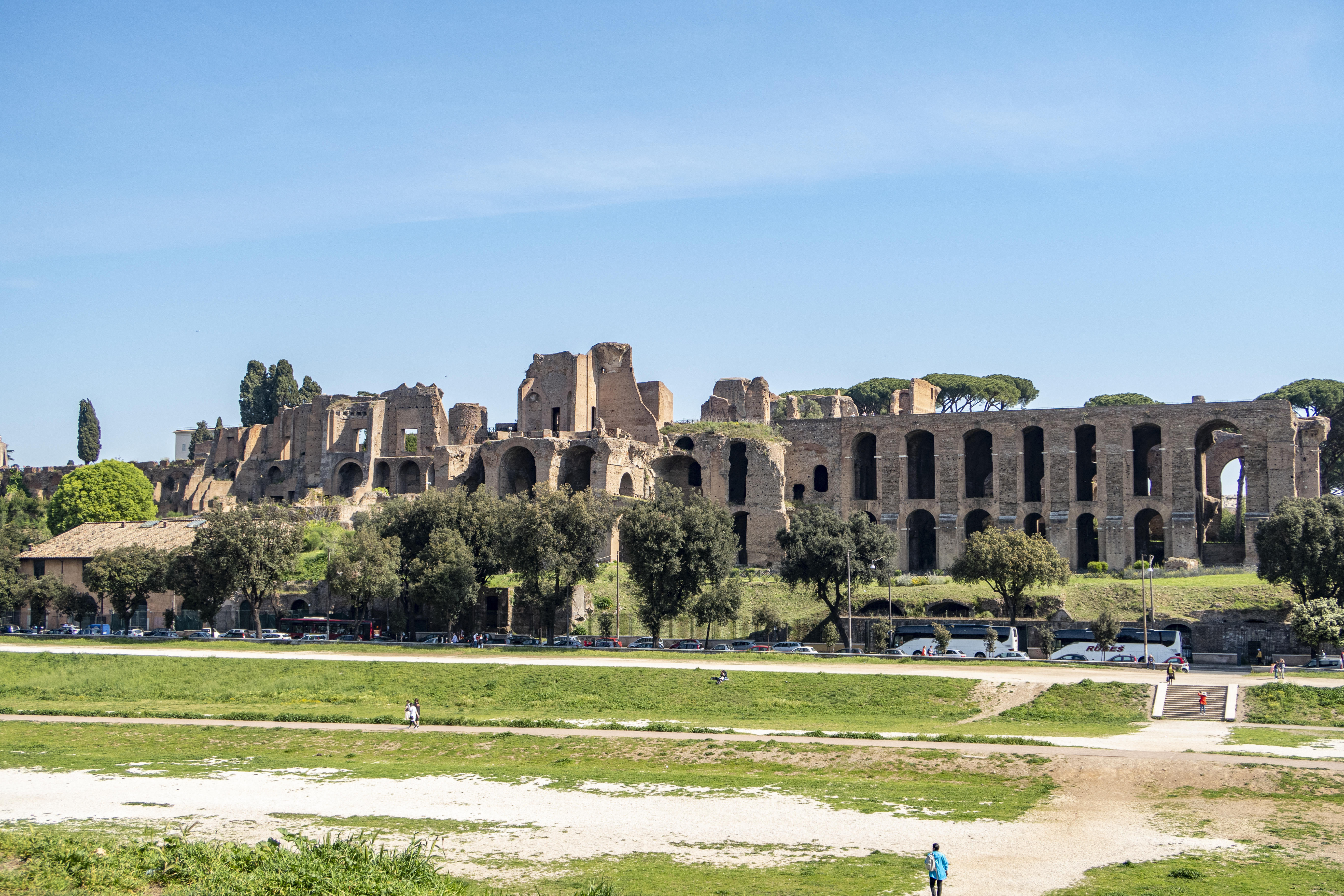
Circo Máximo y ruinas del Palacio Augusto (Domus Augustana) en el Palatino.

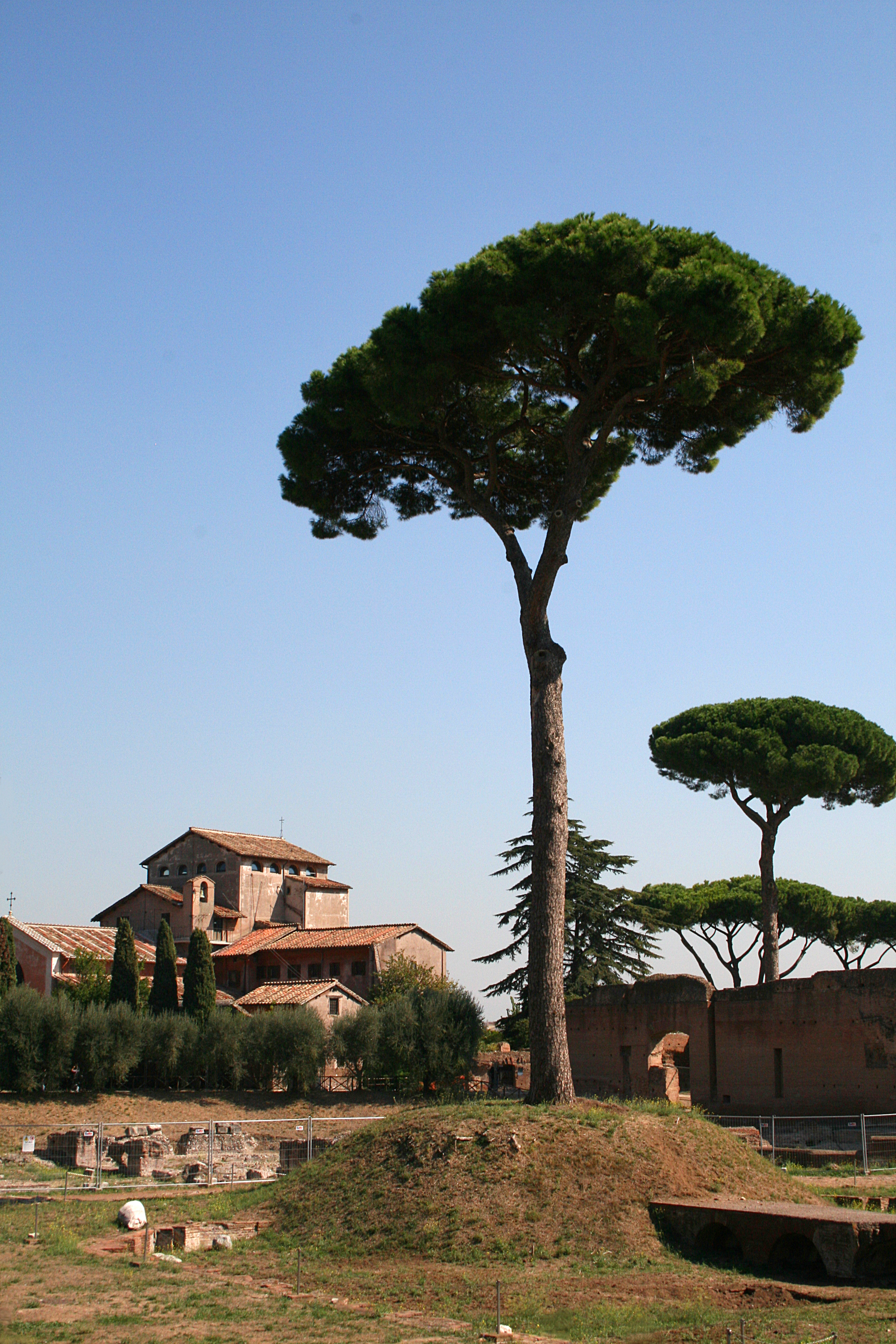
La iglesia de San Bonaventura al Palatino (1625) en la cumbre más alta de la colina del Palatino.

El monte Palatino (en latín Collis Palatium o Mons Palatinus) es la más céntrica de las siete colinas de Roma, y la de menor elevación: se alza a 50 m sobre el Foro Romano, quedando entre este y el Circo Máximo. 
Es una de las áreas más antiguas de la ciudad de Roma, con yacimientos arqueológicos que datan en torno al año 1000 a. C. y formaba parte de la llamada Roma Quadrata. Según la leyenda era el lugar donde Rómulo fundó Roma, y donde fijó su morada. Durante el Principado, fue la residencia oficial de los primeros emperadores de Roma, ya que Augusto tenía su casa en la colina, la cual pronto se convirtió exclusivamente en la sede imperial. De hecho, el origen etimológico de la palabra ‘palacio’ en español y otros idiomas (palazzo en italiano, palace en inglés, palais en francés, "palast" en alemán) proviene a través del latín ("palatium") del nombre de esta colina.

## Geografía
La colina tiene forma de cuadrilátero irregular, con orientación este-oeste, una longitud de unos dos kilómetros, y una altura de unos 50m. Originariamente, el Palatino contaba con tres cimas diferenciadas: el Germal (Cermalus), situado en la parte occidental, y que tenía una altura de unos 51m, y el Palatual (Palatium), que era su cumbre con 51,2m. Al noreste se hallaba la pequeña colina Velia, en cuya cumbre se encuentra el Arco de Tito y que conecta al Palatino con el Esquilino al norte; a veces se considera el monte Velio como la tercera cima del Palatino, desde donde se desciende al Foro romano. Al sur, el Palatino forma con el Aventino la hondonada del Circo Máximo, a veces llamada vallis Murcia (valle de Murcia). Al oeste, forma con el Capitolio un pequeño valle llamado Velabro (Velabrum), que se abre hacia el Tíber.  El valle que forma al este con el monte Celio es a veces llamado el valle del Palatino.

## Etimología
Según Tito Livio, su nombre proviene de la ciudad de Palanteo, edificada en ese mismo lugar, cuyo nombre deriva o bien del padre del rey griego Evandro, o bien de su ciudad de origen en Arcadia. Algunos autores han relacionado esta palabra con palātum (“paladar”), en el sentido de bóveda, haciendo notar que Ennio la utilizaba como designación de la bóveda celeste (caeli palātum), detrás de lo cual podría haber una etimología etrusca, a saber: 𐌚𐌀𐌋𐌀𐌃 / falad (“cielo”).

## Mitología
Según la mitología romana, el Palatino era el lugar donde estaba la cueva, conocida como el Lupercal, en la que fueron encontrados Rómulo y Remo y que era el hogar de Luperca, la loba que los amamantó. Según esta leyenda, el pastor Fáustulo encontró a los niños, y con su esposa Aca Larentia los crio. Cuando ellos crecieron, mataron a su tío abuelo,  quien había despojado del trono de Alba Longa a su abuelo, y decidieron erigir una nueva ciudad a orillas del río Tíber, llamada Roma por su fundador; Rómulo. Durante la ceremonia de fundación, Remo desafió el ritual por lo que su hermano lo mató. 
En 2007, arqueólogos italianos  anunciaron que probablemente habían encontrado la legendaria cueva del Lupercal debajo de los restos de la casa del emperador Augusto.

## Historia

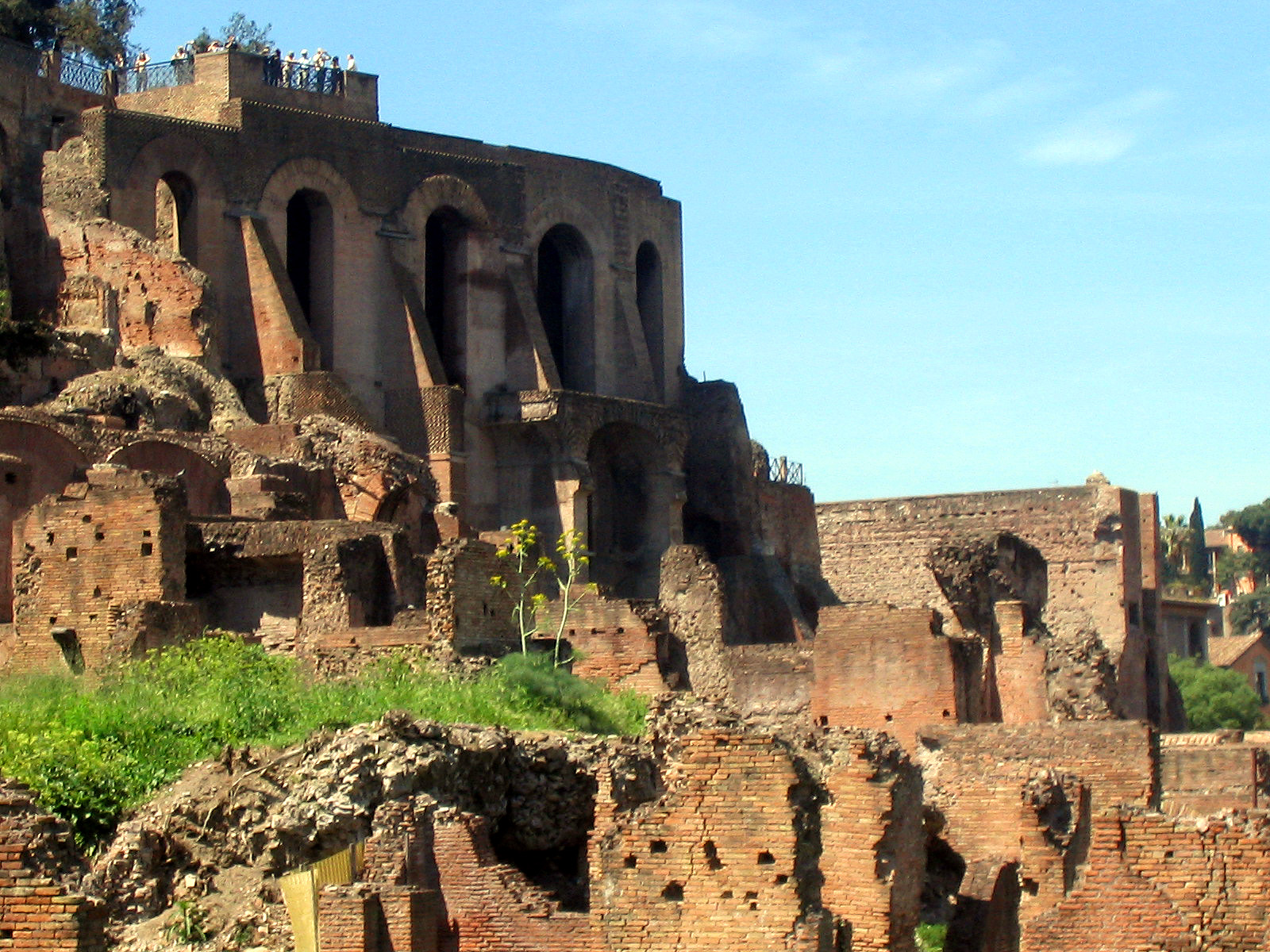
Los grandes muros de contención que ampliaron la zona del Palatino disponible para el complejo de edificios imperiales.

### Época arcaica y republicana

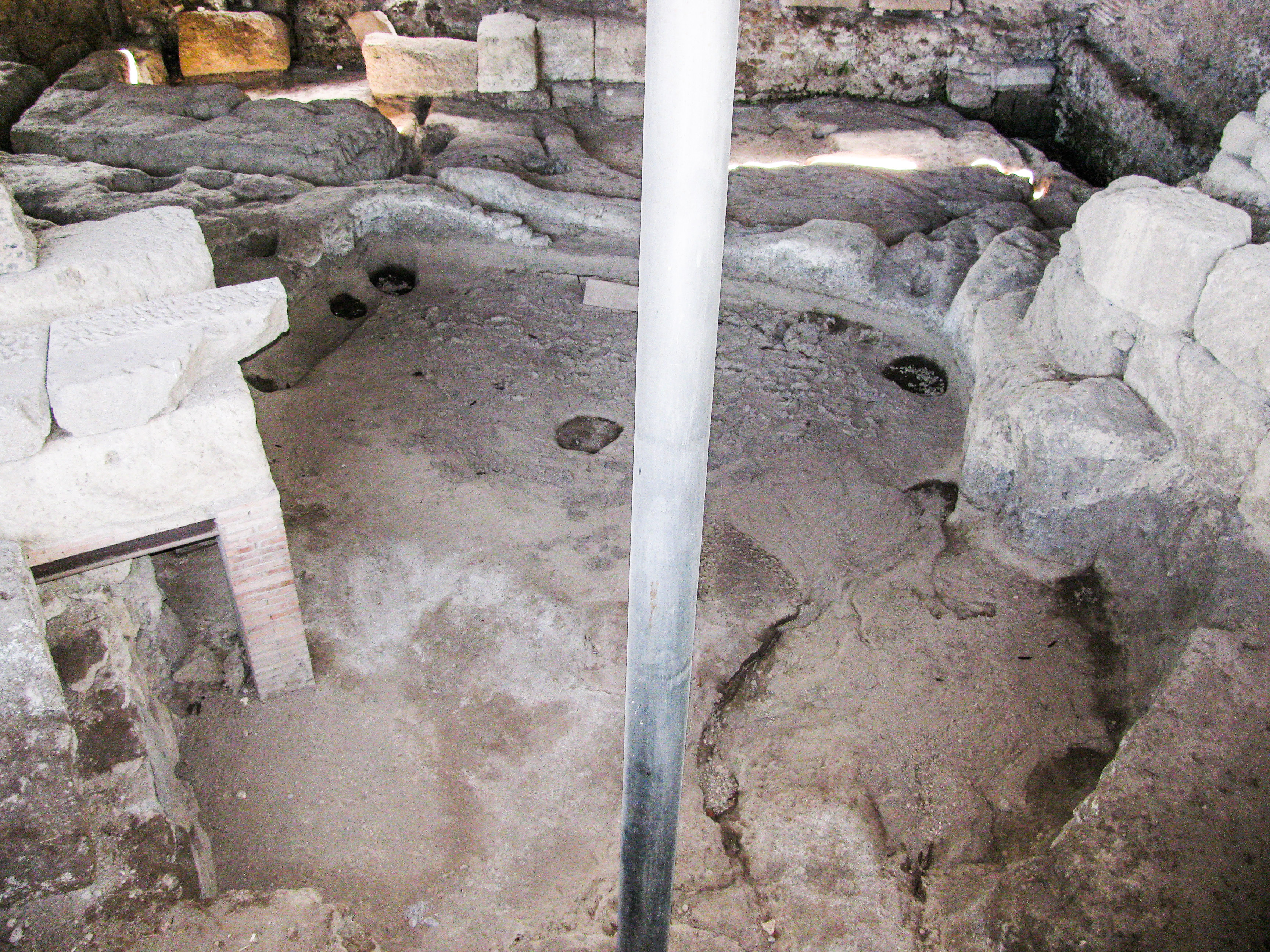
Cimientos de las cabañas de la Casa de Rómulo en el Palatino (finales del).

Roma fue fundada en el monte Palatino, con sus tres cimas, Cermalus, Palatium y Velia, donde la leyenda dice que Rómulo fijó su residencia. De hecho, excavaciones recientes en la zona muestran que ha estado habitado desde aproximadamente el año 800 a. C. En la ladera suroeste, los romanos identificaron una serie de cabañas de madera de reducido tamaño con la supuesta vivienda de Rómulo, el fundador de Roma, y los honraron con un complejo religioso cuyos restos forman parte de la llamada Casa Romuli (cabaña de Rómulo). Los restos arqueológicos hallados en esta zona han sido datados hacia finales del siglo X a. C.
Los reyes de Roma tenían su residencia en el Palatino, que fue completamente rodeado por las murallas de Servio Tulio (578 a. C.-534 a. C.). Durante la República romana, el Palatino estaba habitado por todas las clases sociales, y albergaba un complejo religioso en la ladera suroeste, centrado en la Casa de Rómulo. Además de este, se consagraron otros complejos religiosos, como el Templo de la Victoria erigido en la ladera suroeste por Lucio Postumio Megelo en 294 a. C. en conmemoración por la victoria sobre los samnitas. En el 204 a. C., se introdujo el culto a la Magna mater, inspirado por el de Cibeles, y siguiendo los consejos de los Libros Sibilinos, se erigió un primer templo en honor de la diosa en la ladera suroeste, entre el Templo de la Victoria y la Casa de Rómulo, que fue reconstruido el 111 a. C. y el 2 d. C. tras sucesivos incendios.  
En los últimos siglos de la República, el Palatino fue progresivamente ocupado por las clases más acomodadas, y albergó las mansiones y villas de los patricios y équites más influyentes. Entre otros, Cnaeo Octavio, Tiberio Graco, Marco Fluvio Flaco, Lucio Licinio Craso, Quinto Hortensio, y Marco Livio Druso tuvieron residencias en el Palatino. Marco Antonio, Tiberio Nerón, y Cicerón adquirieron villas en el Palatino por motivos de prestigio social. El futuro emperador Augusto nacería en una villa situada en la ladera noreste.

### Época Imperial

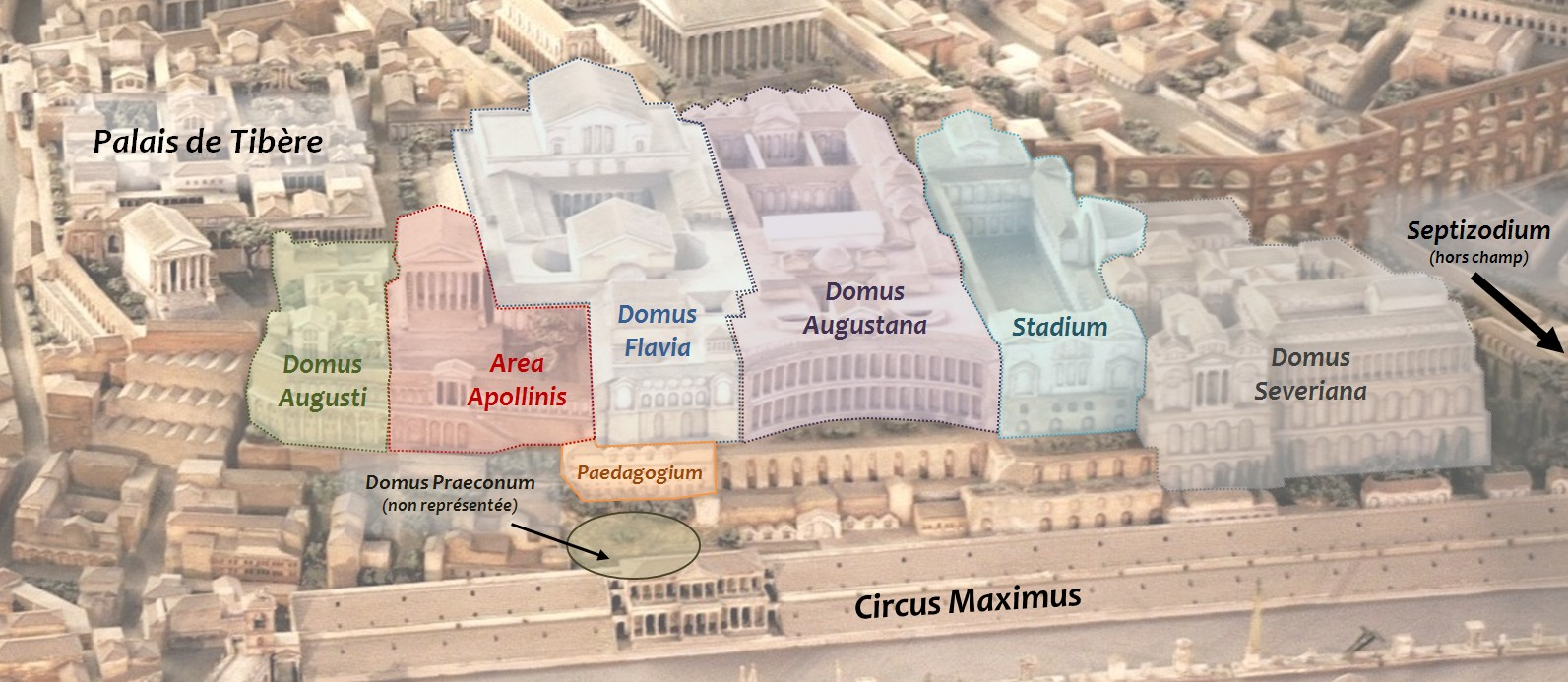
Palacios del monte Palatino.

El emperador Augusto comenzó la transformación del Palatino en residencia exclusiva de los emperadores romanos en 32 a. C. al adquirir la vivienda de Quinto Hortensio en la zona oeste de la colina. La llamada Domus Augusti tenía para Augusto un alto valor simbólico, al estar emplazada junto a la Casa Romuli, supuesta vivienda original de Rómulo, el fundador de Roma, y al Templo de Apolo Palatino que Augusto había decidido erigir en 28 a. C. en conmemoración de la batalla de Accio, cuya victoria Augusto atribuía a la intercesión del dios Apolo. Para enfatizar aún más su simbolismo divino, en la ladera occidental cercana a la Casa de Rómulo, Augusto reconstruyó el Templo de Cibeles, que había sido pasto de las llamas en un incendio en el año 38 a. C. Este templo reforzó la conexión de Augusto y de Roma con Troya, de donde el culto a Cibeles era originario: el héroe troyano Eneas era el supuesto ancestro de Augusto.
La Domus Augusti original era una residencia típica de un ciudadano acomodado, ya que Quinto Hortensio había sido un acaudalado senador y destacado orador, con un peristilo decorado con columnas de piedra local y una serie de habitaciones de tamaño modesto organizadas alrededor del peristilo. Sus proporciones y decoración eran sencillas en comparación con el lujo extremo de otros monarcas. Las recepciones oficiales de Augusto se habrían celebrado en la planta principal de esta casa, que Augusto mantuvo grandemente inalterada con un calculado efecto propagandístico pretendido, al mostrar a Augusto como un ciudadano más. Pese a ello, Augusto pronto expandió la vivienda original, primero añadiendo un segundo piso que alojaba los apartamentos privados de la familia imperial, y que estaban decorados con mucho más lujo que la zona original, destinada a las recepciones públicas.
Augusto fue adquiriendo otras viviendas adyacentes, y hacia finales del siglo I a. C. extendió la Domus Augusti por medio de un lujoso pórtico abovedado al otro lado del Templo de Apolo Palatino, que de este modo quedó convertido en un patio de la residencia del emperador. No se conservan restos de esta residencia inicial, puesto que fue demolida por Nerón y Domiciano para expandir las llamada Domus Augustana (no relacionada con Octavio Augusto) y la Domus Flavia. 
Para principios del siglo I d. C., Augusto había adquirido todas las residencias privadas del Palatino, y convertido la colina original en la residencia y sede de la familia imperial. En la zona norte de la Domus Augusti original, expandió una antigua villa republicana que conectó con la Domus Augusti. Esta villa es hoy en día conocida como Casa de Livia, pues fue allí donde se retiraría a vivir su viuda Livia Drusila tras de la muerte de Augusto en 14 d. C. En la zona circundante al Templo de Apolo Palatino, Augusto hizo construir dos bibliotecas, una latina y otra griega, en lados opuestos del peristilo del Templo. Su propia villa natal, situada en la zona noreste del Palatino y mirando al Foro, fue conservada como un elemento simbólico de la nueva Roma que el emperador había fundado .

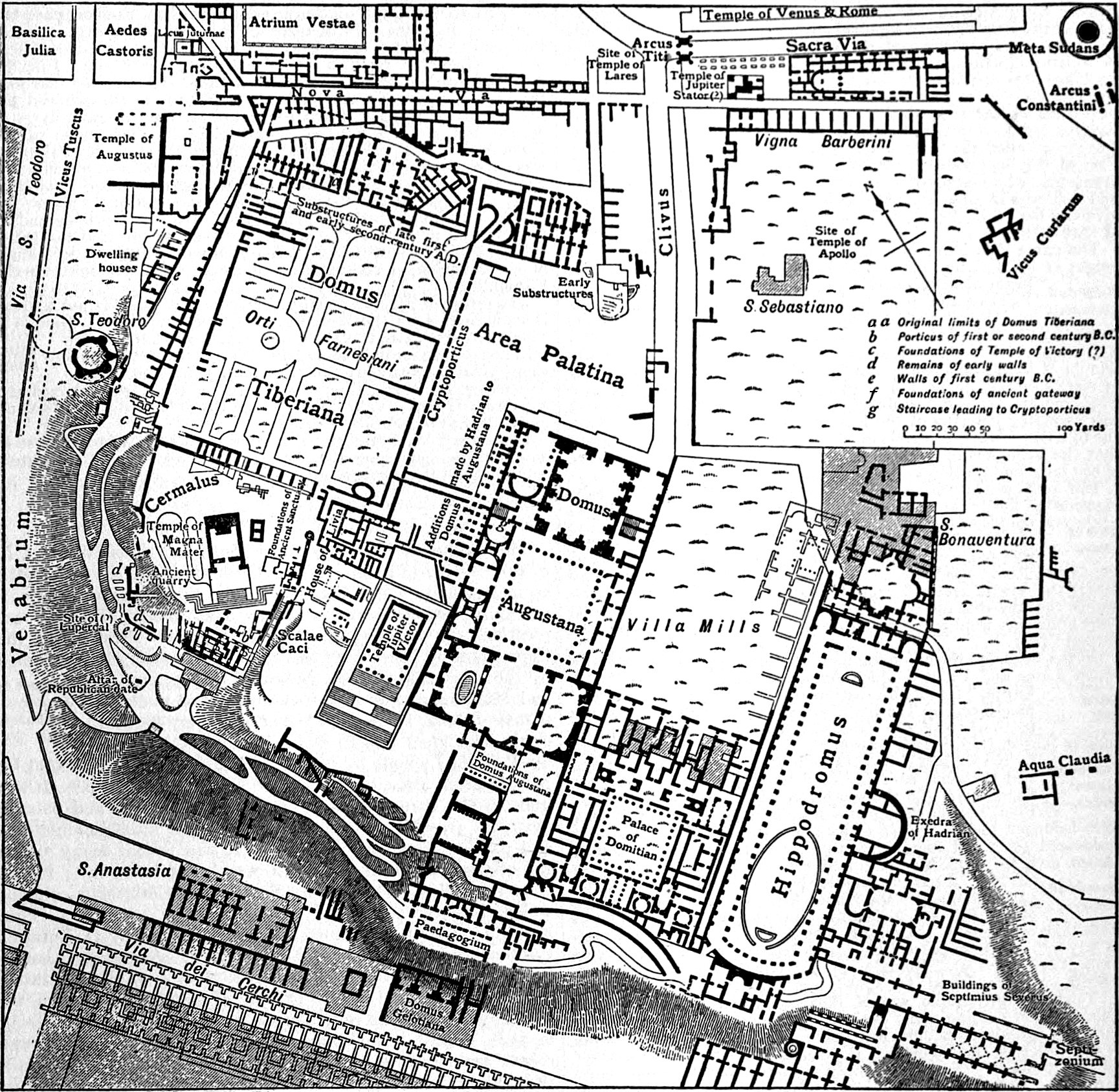
Mapa del Palatino

Su sucesor, el emperador Tiberio, prefirió trasladar su residencia a un complejo más espacioso y lujoso en la zona noroeste del Palatino, donde hizo construir el llamado Palacio de Tiberio, que miraba al Foro y se hallaba en la zona donde Cicerón y el propio padre de Tiberio habían tenido sus propias villas. Como quiera que Tiberio pasaba largas temporadas en sus residencias fuera de Roma, el Palacio de Tiberio pronto comenzó a ser empleado principalmente como sede de la burocracia imperial y de los archivos de la administración del emperador. Calígula añadió algunos elementos a la Domus Augustana al este del Templo de Apolo, y construyó un pórtico de acceso privado al Circo Máximo. También modificó parte del Palacio de Tiberio, que conectó al Foro a través del Templo de Cástor y Pólux. Claudio garantizó el suministro de agua del Palatino al hacer terminar en esta colina el Aqua Claudia, uno de los cuatro grandes acueductos que abastecían a Roma.
Durante el principado de Nerón, la zona este del Palatino fue extensamente reformada. Primeramente, Nerón construyó con gran lujo un nuevo palacio, la Domus Transitoria, en la zona norte de la colina y adyacente al Palacio de Tiberio. A raíz del Gran Incendio de Roma en 64, partes del Palatino incluyendo la Domus Transitoria fueron pasto de las llamas. Nerón decidió entonces reformar una parte sustancial del este de Roma, donde hizo erigir su famosa Domus Aurea entre el Palatino y el Esquilino. Este palacio estaba formado por una serie de pabellones, jardines y casas de recreo. En el Palatino reconstruyó con gran lujo la Domus Transitoria, haciendo erigir un suntuoso comedor rotatorio bajo una cúpula de gran tamaño diseñada por el arquitecto Céler y redescubierto en 2011.

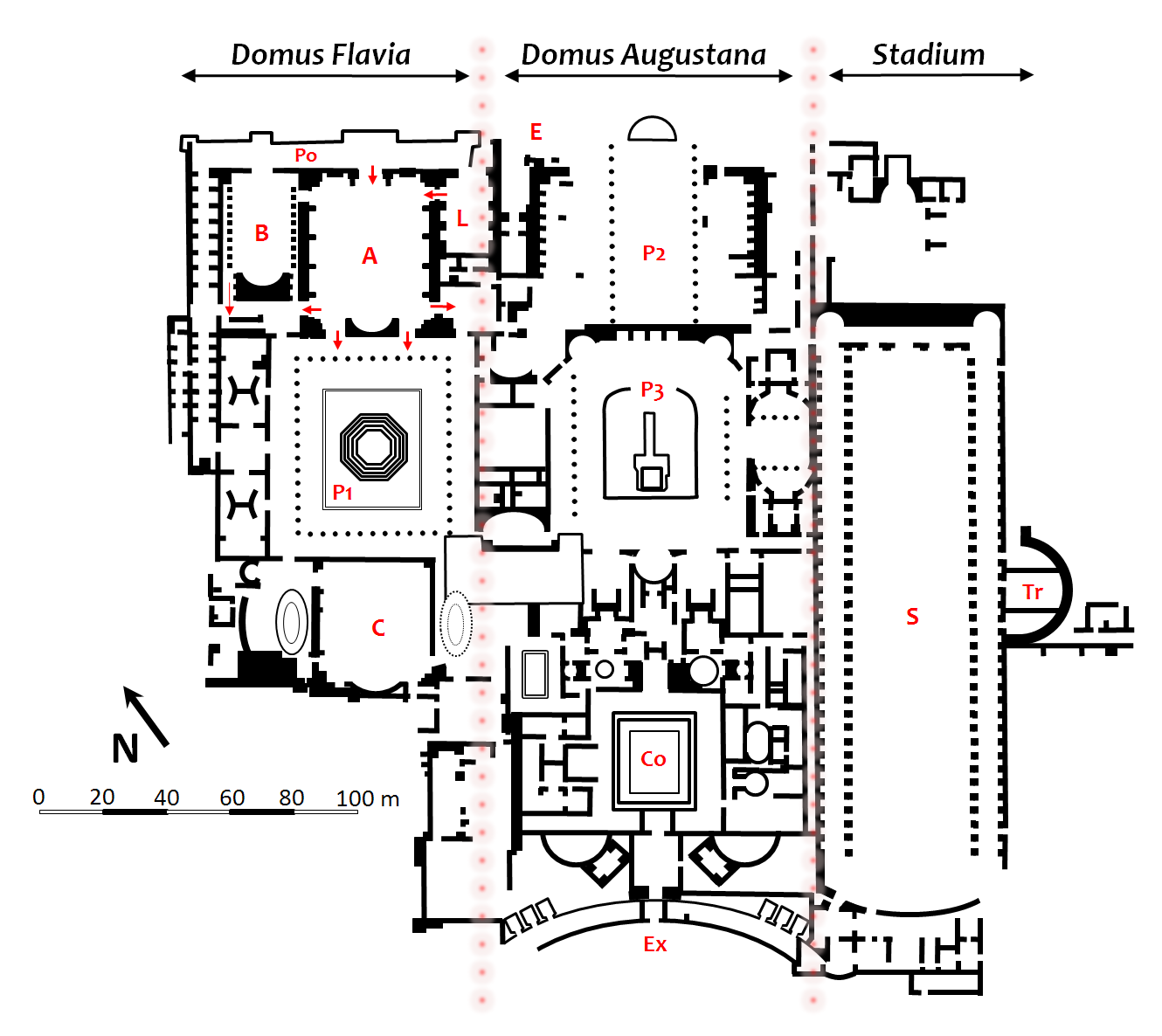
Mapa del Palacio de Domiciano. E: entrada principal L: Lararium A: Aula Regia B: Basílica Po: pórtico P1: peristilo. C: Cenatio P2: segundo peristilo P3: tercer peristilo Co: apartamentos privados Ex: exedra S: estadio Tr: tribuna del estadio.

Sus planes de reconstrucción quedaron truncados por la revuelta de Galba en su contra. Aunque sus sucesores Galba, Otón y Vitelio ocuparon brevemente el palacio de Nerón, Vespasiano, fundador de la dinastía Flavia decidió hacerlo derruir y en su lugar reformó la Domus Augustana, añadiendo primero una zona de recepciones públicas al este de la vivienda de Augusto y de Tiberio y Calígula. Sus hijos Tito y sobre todo Domiciano acometieron sucesivas reformas, hasta que en 98. la Domus Flavia adquirió las características con las que ha llegado hasta hoy: un estadio con peristilo al este, una zona de recepciones públicas al norte y una vivienda privada frente al Circo Máximo, conectada y a la vez parte de las extensiones originales de la Domus Augusti. Esta residencia, a veces llamada Palacio de Domiciano sería empleada con modificaciones menores por todos los emperadores de la dinastía Antonina.

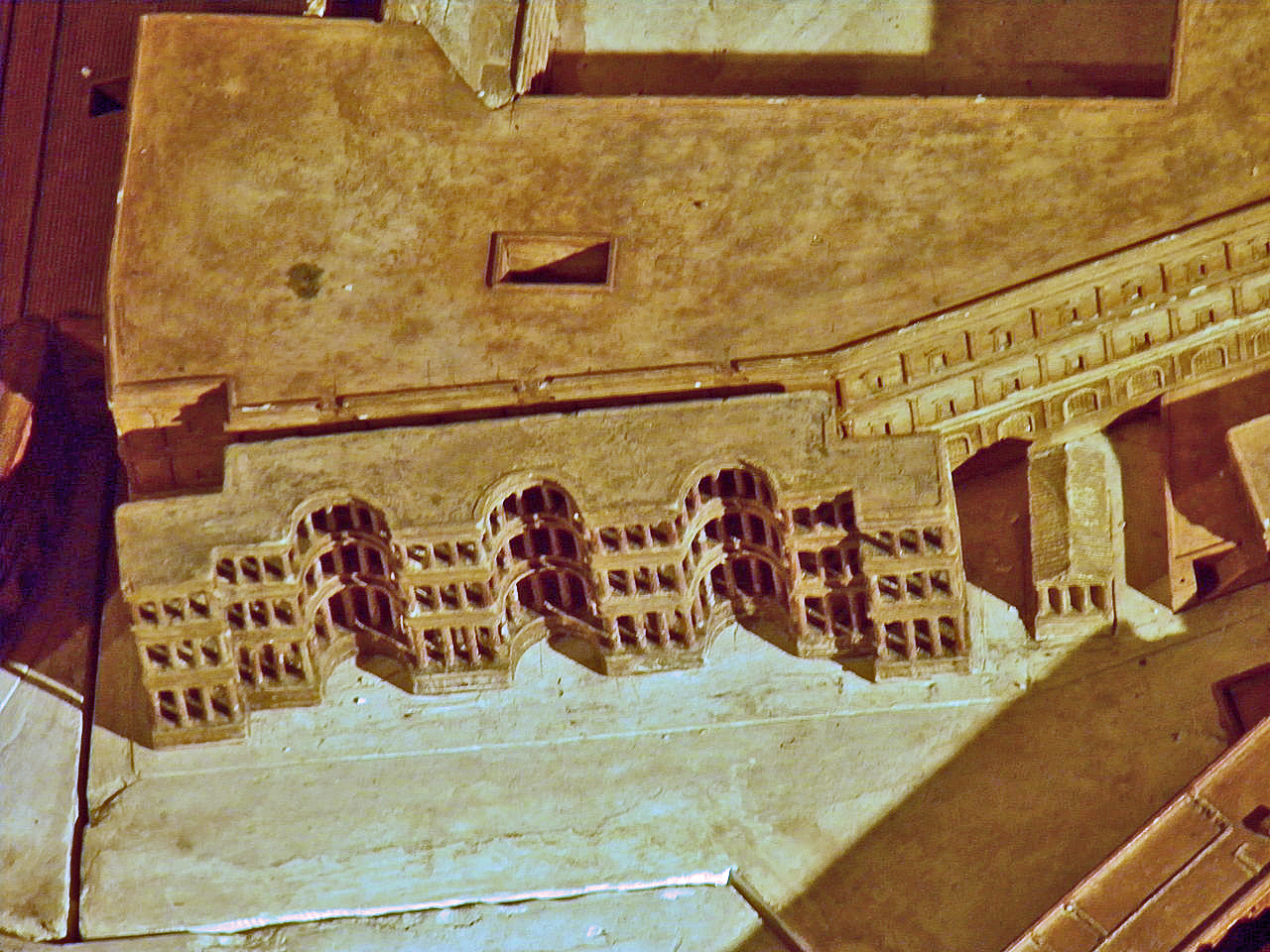
Septizodium, según el mapa de Paul Bigot

En el siglo II, el emperador Septimio Severo acometió la última gran reforma del Palatino, al construir la llamada Domus Severiana en la zona sureste del Palatino. Esta residencia estaba erigida sobre imponentes terrazas artificiales y abovedadas que la elevaban del nivel del suelo hasta el nivel de la Domus Flavia, y que aún pueden observarse hoy en día. La Domus Severiana contaba con su propio complejo termal, e iba rematada por el famoso Septizodio en la zona donde la vía Apia conecta con el Palatino. El Septizodio era una fuente ornamental muy admirada por sus grandísimas dimensiones, con lujosas decoraciones y columnatas de mármol. Aunque para el siglo VIII ya estaba en ruinas, los restos de esta fuente se conservaron hasta el siglo XVI, cuando en 1588 el papa Sixto V ordenó a su arquitecto Domenico Fontana reciclar los mármoles del monumento en la construcción de la Piazza del Popolo y otros monumentos de Roma. El emperador Heliogábalo añadió un templo al culto solar en la ladera norte, mirando al Foro. 
El Palatino siguió siendo habitado por los emperadores de Roma durante el siglo III. Sin embargo, a partir del reinado de Diocleciano los emperadores de Roma empezaron a preferir establecer su corte en ciudades secundarias, y el Palatino, aunque todavía nominalmente residencia oficial del emperador, dejó de ser ocupado, con la excepción de la zona suroeste (la Domus Augustana), donde los emperadores mantuvieron una residencia para sus estancias en Roma. En el siglo IV, el emperador Honorio trató de restablecer el Palatino como morada habitual del emperador, aunque la situación política lo obligó a mudarse a Rávena. En 454 fue ocupado por Valentiniano III y su general Aecio.

### Tardoantigüedad
En 476, cuando cayó el Imperio romano de Occidente, el Palatino había sido abandonado de nuevo. Teodorico el Grande, rey de los ostrogodos, decidió restaurar la Domus Augustana como parte de la campaña de restauración de monumentos romanos acometida bajo su reinado, pero residió la mayor parte del tiempo en Rávena. El general Belisario también residió en el Palatino durante su breve estancia en Roma en 536 tras tomarla a los ostrogodos. Finalmente, el general bizantino Narsés, fijó su residencia en el Palatino tras la toma de Roma, donde vivió entre 551 y 573. Durante el Exarcado de Rávena, el Palatino continuó siendo nominalmente una residencia imperial, aunque el exarca residiera en Rávena. 
El declive urbano de Roma durante el período comprendido entre 573 y 751 significó el abandono completo del Palatino y las residencias imperiales, sobre todo a raíz de la interrupción del suministro de agua al Palatino tras la destrucción parcial del acueducto del Aqua Claudia (que abastecía al Palatino) durante el sitio de Roma en 537-538.

### Edad Media
Tras el fin del exarcado de Rávena y de la ocupación bizantina de Roma, el papado reclamó la zona. Aunque los papas siguieron residiendo sobre todo en el Palacio de Letrán, algunas de las estructuras imperiales fueron recicladas como lugares de culto. La basílica de San Anastasio, construida en los siglos III-IV en el Velabrum, junto a la vertiente occidental del Palatino, fue quizás expandida hacia la colina. La iglesia de Santa Lucía in Septisolio fue construida entre las ruinas del Septizodio, y en el emplazamiento del templo solar de Heliogábalo se consagró una capilla a San Sebastián. Anexa a ésta, en la zona del antiguo templo de Minerva, se construyó un monasterio llamado de Santa Maria in Pallara, donde Gelasio II fue elegido papa en 1118.
Para el siglo XI el Palatino se hallaba en ruinas, y las familias de la aristocracia romana comenzaron a disputarse el control de la colina. Los Frangipane fortificaron su posición en la zona oriental del Palatino, entre las ruinas del Septizodio y el arco de Tito, y convirtieron el Coliseo en una fortaleza.

### Renacimiento y Edad Contemporánea
La colina recobró interés durante los siglo XV y siglo XVI, cuando comenzó a ser empleada por la aristocracia como zona de esparcimiento. Se plantaron viñas y jardines, y se comenzaron a desenterrar algunos restos, sobre todo escultóricos. Los Barberini erigieron un jardín en la zona de San Sebastián; los Ronconi en la ladera sur, y los Magnani entre las ruinas de la Domus Augustana. El cardenal Alejandro Farnesio hizo allanar los restos de la Domus Tiberiana, sobre los cuales ordenó plantar los grandes jardines Farnesio, aún situados en ese lugar. El Palatino se convirtió en una popular fuente de mármol durante el Renacimiento. Además del desmantelamiento del Septizodio en 1588, se saquearon los mármoles de la Domus Augustana y los restos de la Domus Severiana. 
Las primeras excavaciones arqueológicas comenzaron durante el siglo XVIII. El duque de Parma Francisco Farnesio, heredero de los jardines Farnesio, ordenó al abate Francesco Bianchini excavar la zona entre 1722 y 1724. Bianchini descubrió los restos de la Domus Flavia, y dos estatuas colosales de Hércules y de Baco, actualmente expuestas en la colección Farnesio de Parma. Medio siglo más tarde, el abate Rancoureuil descrubió la zona inferior de la Domus Augustana en la vertiente meridional del Palatino, y recobró una estatua de Apolo hoy en día expuesta en el Museo Pío Clementino.
Las excavaciones científicas comenzaron en el siglo XIX, y continúan hasta hoy en día, con el Palatino convertido en un museo al aire libre. En el siglo XIX se redescubrió la Domus Romuli, restos de la época republicana y la Casa de Livia. En el siglo XX se descubrieron los restos de la Domus Transitoria de Nerón. En los años 60 se excavó la Domus Augusti, cuyo descubrimiento fue anunciado en 2001. En 2011 se anunció el descubrimiento de la sala rotatoria de la Domus Aurea en el Palatino. La zona de los jardines Farnesio y la capilla de San Sebastián continúan sin excavar.

## Localización

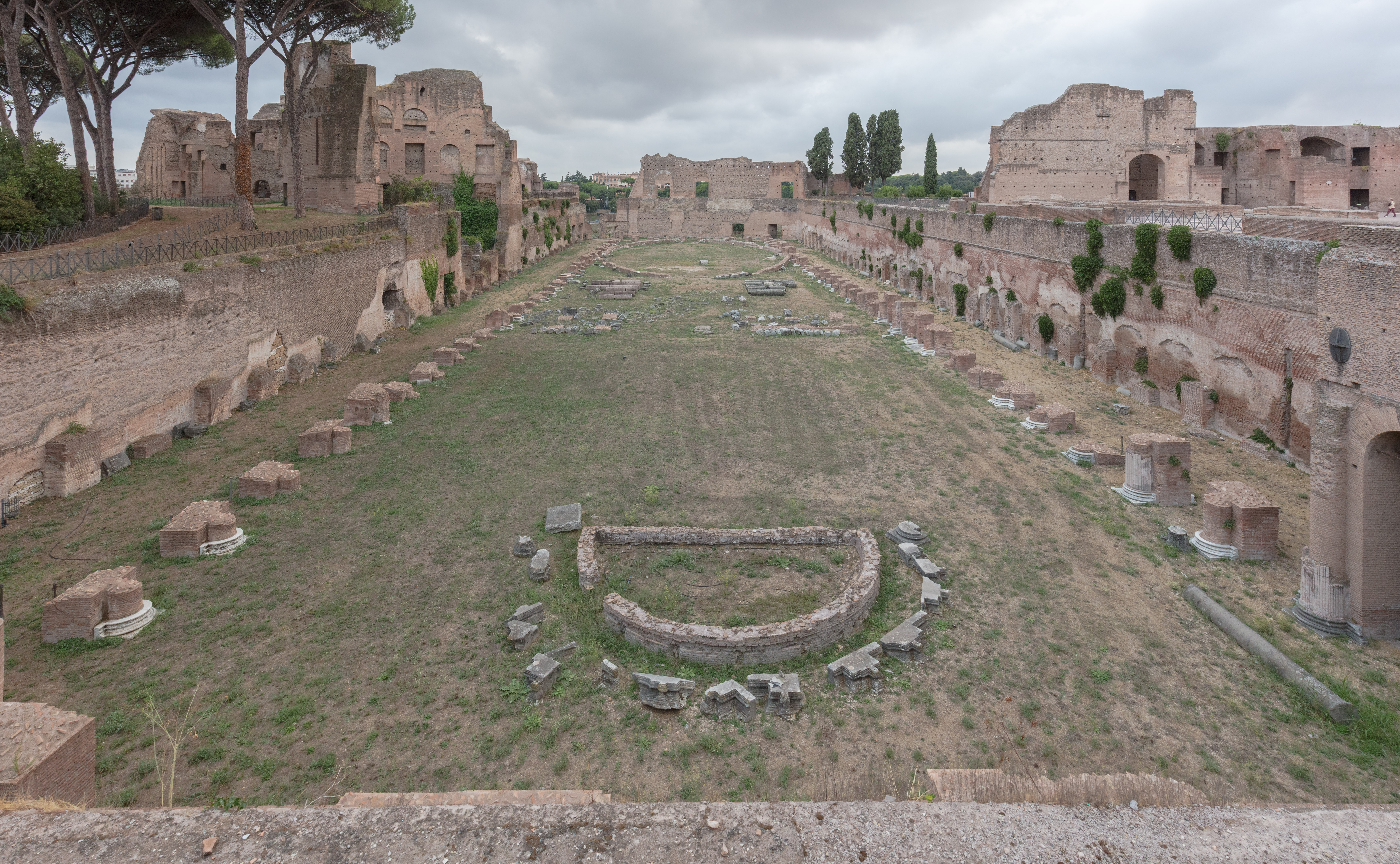
El Estadio en el Palatino, quizá en origen un jardín particular de los emperadores.

Un edificio, que se cree que era la residencia de Livia (58 a. C.-29), la esposa de Augusto, está actualmente en fase de renovación. Situada cerca de la casa de Livia está el templo de Cibeles, actualmente no excavado del todo y no abierto al público. Detrás de esta estructura, encajada en un lado de la colina, está la llamada Domus Tiberiana, que apenas ha sido excavado al hallarse la mayor parte del edificio bajo los Jardines Farnesio.
Sobre el Foro Romano está la Domus Flavia que fue construida en gran medida durante el reinado de la dinastía flavia (69-96) —Vespasiano, Tito y Domiciano—. Este palacio, que fue extendido y modificado por varios emperadores, se extiende por todo el Palatino y tiene vistas al Circo Máximo. La edificación de la mayor parte del palacio visible desde el Circo fue emprendida durante el reinado del emperador Septimio Severo (146-211).
Inmediatamente anexo al palacio de Severo está el Hipódromo de Domiciano. Esta es una estructura que tiene la apariencia de un circo romano y cuyo nombre significa circo en griego, pero es demasiado pequeño para carreras de carros. Puede describirse mejor como un estadio griego, esto es, un local para carreras pedestres. No obstante, su propósito exacto es objeto de debate. Es cierto que se usó para acontecimientos deportivos en la época de los Severos, pero lo más probable es que en origen se construyera como un jardín con forma de estadio. Según una guía de la Sopraintendenza Archeologica di Roma, la mayor parte de las estatuas del cercano museo Palatino proviene del Hipódromo. Domiciano también construyó un estadio más grande que fue realmente usado para competiciones pedestres; existe actualmente como Plaza Navona, lo stadio di Domiziano.
El Palatino es hoy un gran museo al aire libre y puede visitarse durante el día por un pequeño recargo con el mismo billete que el Coliseo. Hay dos entradas, una cerca del Arco de Tito en el foro romano y la otra en Via di San Gregorio, la calle que queda justo detrás del Arco de Constantino, a 200 metros solo de él, alejándose del Coliseo.